# Daara J

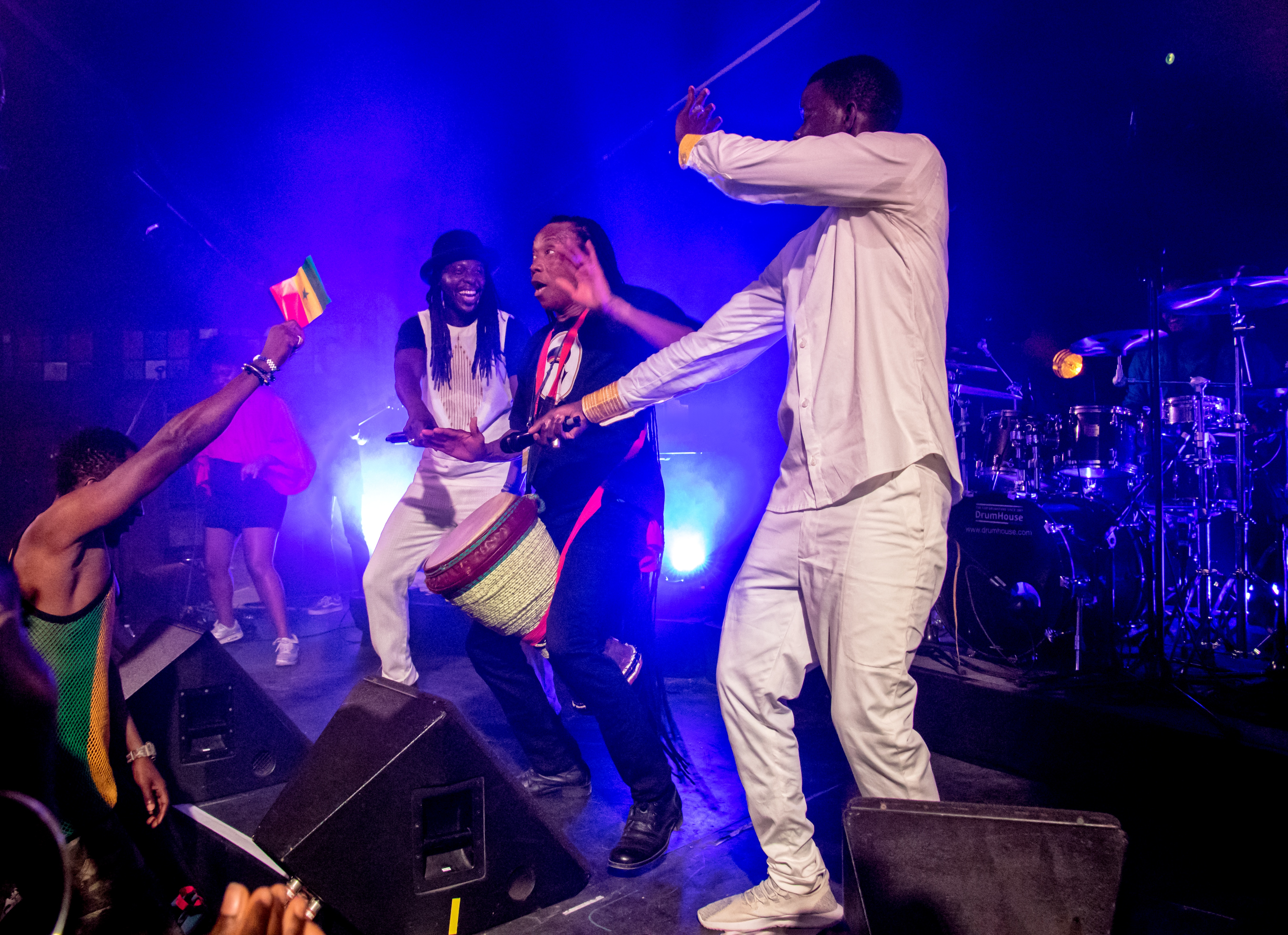
Daara J Фестиваль теней 2018 в Freiburg, Германия

Daara J — хип-хоп-дуэт из Сенегала, состоящий из N’Dongo D и Faada Freddy, объединившийся в 1997 году, под влиянием группы Positive Black Soul. Изначально в составе было трое участников, включая Aladji Man, который в 2008 году покинул группу в пользу своей сольной карьеры, и они использовали минусы американского, либо французского рэпа, добавляя в них свою перкуссию. В конце концов у них появилась драм-машина, однако им всё равно приходилось имитировать голосом другие инструменты в песнях. По заявлению Allmusic, это принесло группе сильное чувство мелодии, которое позволило им включать звучание любимых регги, фанка и кубинской музыки в хип-хоп.
Одноимённый дебютный альбом был издан в 1998 году на лейбле Declic и спродюсирован Mad Professor, альбом был успешен в местном масштабе. В 1999 году на том же лейбле был издан второй альбом Xalima, более политизированный, объединивший многочисленные музыкальные идеи и инструменты Сенегала и других африканских стран, как, например кора и балафон. Третий альбом Boomerang (2003) был издан уже на лейбле Wrasse Records и завоевал критическое признание, чему способствовало сочетание различных музыкальных и лирических влияний предыдущих записей.
В 2004 году Daara J победили в BBC Radio 3 Awards for World Music, в категории «Африка».